# Rheumaptera exacta
Rheumaptera exacta là một loài bướm đêm trong họ Geometridae.